# Phelotrupes indicus
Phelotrupes indicus es una especie de coleóptero de la familia Geotrupidae.

## Distribución geográfica
Habita en Nepal.